# Filosofia islâmica clássica

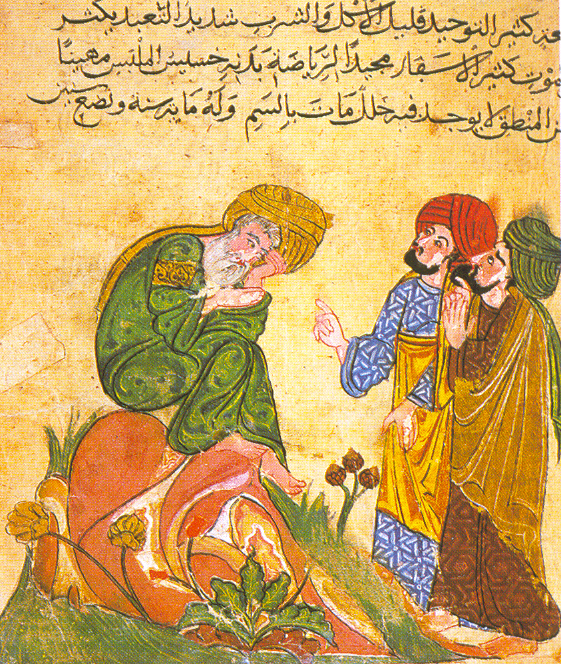
Manuscrito ilustrado árabe do século XIII mostra Sugrate (Sócrates) a discutir com seus pupilos

A filosofia islâmica clássica ou filosofia islâmica antiga constitui-se durante um período de desenvolvimento filosófico intenso, que começa no princípio do século IX e dura até fins do XII. Esse período é conhecido como a Idade de Ouro Islâmica, e suas conquistas tiveram uma grande influência no desenvolvimento da filosofia e da ciência modernas.

## História
Durante o período helenístico, a filosofia grega  passa por uma transformação radical: de essencialmente grega, torna-se cosmopolita e eclética. Nela, fundem-se, então, elementos religiosos e éticos egípcios, fenícios e de outros povos do Oriente Médio. Tal transformação se reflete no papel assumido por Alexandria como centro de confluência das diversas correntes de pensamento do período.
Quando o califado abássida é fundado em Bagdá no ano de 750, esse papel, gradualmente, se transfere para a capital abássida, que, assim, acaba por se tornar sucessora de Atenas e de Alexandria como a metrópole cultural do mundo medieval.
A recepção inicial da filosofia greco-helenística no mundo islâmico, é marcada por uma certa suspeição, da parte dos teólogos, juristas e gramáticos conservadores, por ser estrangeira e pagã - logo, perniciosa ou supérflua. Em meados do século VIII, porém, o quadro muda um pouco, com o aparecimento dos teólogos racionalistas do Islamismo, conhecidos como os mutalizitas, grandemente influenciados pelo método do discurso (ou método dialético) adotado pelos filósofos islâmicos. Entre esses filósofos, duas figuras se destacam, nos séculos IX e X - Alquindi e Rasis, que saudaram a filosofia grega como uma forma de libertação dos dogmas ou da imitação cega (taqlid). Para Alquindi, os objetivos da filosofia seriam perfeitamente compatíveis com os da religião; para Rasis, a filosofia era a mais alta expressão das ambições intelectuais do homem e uma das conquistas mais nobres dos gregos - insuperáveis em sua busca de sabedoria (Hikma).
Cerca de dois séculos mais tarde, Córdoba, capital da Espanha islâmica, começaria a competir com Bagdá como centro do "antigo conhecimento". De Córdoba, a filosofia e a ciência greco-árabes  atravessariam os Pirenéus, chegando a Paris, Bolonha e Oxford, no séculos XII e XIII.

## A Idade de Ouro
No início da Idade de Ouro Islâmica, havia duas escolas principais. A primeira, calam, que lidava principalmente com as questões teológicas islâmicas; a outra, Falsafa, constituía-se de interpretações do aristotelismo e do neoplatonismo. Houve tentativas por parte de filósofos  e teólogos - principalmente Ibn Sina (Avicena) e Ubn Rushd (Averróis),  além de  Ibn al-Haytham (Alhazen) e Abü Rayhän al-Bïrünï - para trazer harmonia às duas correntes.